# Henri Lavorel
Pour les articles homonymes, voir Lavorel.
Henri-Albert-Sylvestre Lavorel, né le 5 juillet 1914 à Annecy (Haute-Savoie), mort dans un accident de voiture le 7 janvier 1955 à Versailles (Yvelines), est un réalisateur et producteur français de cinéma.
Il a été marié à Madeleine Carroll, actrice britannique, de 1946 à 1949.

## Filmographie

### Réalisateur
- 1953 : C'est arrivé à Paris
- 1951 : Le Voyage en Amérique

### Scénariste
- 1951 : Le Voyage en Amérique

### Producteur
- 1953 : Les Intrigantes d'Henri Decoin
- 1953 : C'est arrivé à Paris
- 1951 : Le Voyage en Amérique